# الكتلة البرلمانية لنواب الإخوان المسلمين في مصر (الدورة البرلمانية 2000 - 2005)
الكتلة البرلمانية لنواب الإخوان المسلمين في مصر هي تجمع يضم نواب الإخوان المسلمين في البرلمان المصري في الفترة بين عامي 2000 و 2005، وعددهم هو 17 نائباً وهم:
1. محمد مرسي المتحدث الرسمي باسم الكتلة
2. محمد جمال حشمت
3. حمدي حسن
4. علي فتح الباب
5. عزب مصطفى
6. مصطفى عوض الله[1]
7. أكرم الشاعر[1]
8. حسين محمد إبراهيم[2]
9. حسنين الشورة[3]
10. محفوظ حلمى[4]
11. السيد عبد الحميد [5]
12. محمد العدلي[6]
13. السيد حزين[7]
14. صابر عبد الصادق[7]
15. علي لبن[8]
16. محمد العزباوي[9]
17. مصطفى محمد مصطفى[10]

## وصلات خارجية
- مجموعة الـ 17 أزعجت النظام.. فأطاح بعزب وحشمت!، موقع الكتلة البرلمانية للإخوان المسلمين، 23 يناير 2007